# Wilder Dwight Bancroft
Pour les articles homonymes, voir Bancroft.
Wilder Dwight Bancroft est un chimiste américain du début du XXe siècle.

## Biographie
Il nait le 1er octobre 1867 et meurt le 7 février 1953. Il est assistant puis professeur à l'université Harvard.
Dans le cadre de ses travaux, il énonce en 1897 la règle selon laquelle les azéotropes se forment si les courbes de vapeur saturante des composants purs se croisent, et donne son nom au point de Bancroft, un point d'ébullition commun à deux espèces chimiques pures différentes.
Il établit dans les années 1910 la loi connue comme la loi de Bancroft (en) (ou règle de Bancroft), selon laquelle la phase dans laquelle un émulsifiant est le plus soluble constitue la phase continue.

## Hommages
- Un cratère lunaire est nommé en son honneur : le cratère Bancroft.